# Clair Fearnley
Clair Fearnley, född 7 mars 1975, är en australisk friidrottare. Hon deltog vid olympiska sommarspelen 2000.